# Jürgen Valdeig

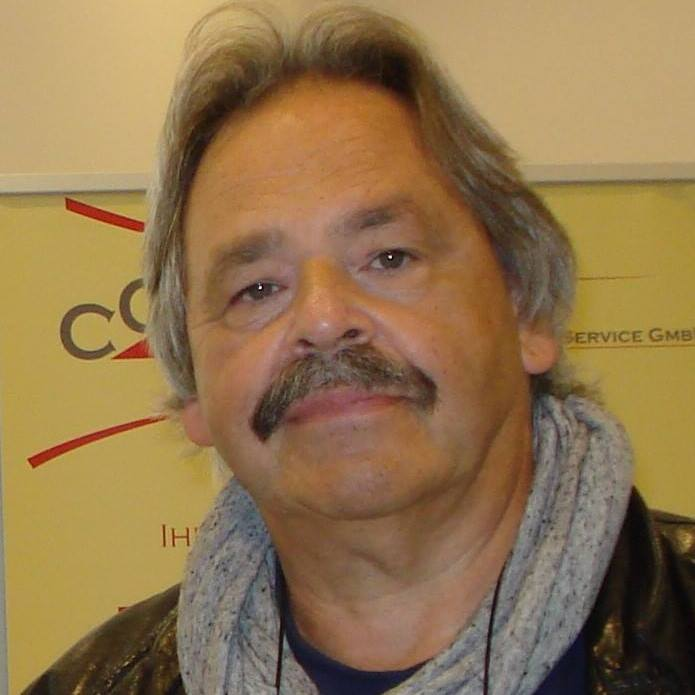
Jürgen Valdeig (2018)

Jürgen Valdeig (* 27. März 1951 in Erfurt) ist ein deutscher Maler und Verleger.

## Leben
Seine Kindheit und Jugendzeit verbrachte er am Erfurter Domplatz und besuchte in den 1950er Jahren das Bodetal, den Harz, Heidelberg und das Rheinland. 1968 begann die intensive Beschäftigung und künstlerische Auseinandersetzung mit der Erfurter Stadtgeschichte. Seit 1964 erschienen dazu erste Veröffentlichungen in der Presse. Seit 1978 verfasst er regelmäßig illustrierte, redaktionelle Artikel zur Geschichte von Erfurt, Thüringen und den USA.
1973 begann der offizielle Verkauf von Federzeichnungen und Ölgemälden im regionalen Bild- und Kunsthandel sowie in Berlin und Leipzig. Von 1973 bis 1976 erhielt er künstlerische Anleitung und Unterstützung durch die Erfurter Kunstmaler Otto Knöpfer und Albert Habermann. Zum Lutherjubiläum 1983 war er an der Ausstellung Erfurt zur Lutherzeit beteiligt. In diese Zeit fällt auch der Beginn einer intensiven Freundschaft mit dem Grand-Canyon-Fotografen Carlos Elmer aus Arizona (USA).
Seit 1987 arbeitet Valdeig selbständig als Kunstmaler, 1990 begann die Verlagstätigkeit mit der Produktion von Kunstpostkarten, Kalendern, Grafiken und Kunstdrucken zur Erfurt-, Thüringen- und USA-Historie. 1992 präsentierte er als erster deutscher Künstler seine USA-Kunstausstellung im Grand Canyon Visitor Center, integriert in der Dauerausstellung von John Wesley Powell. Nach einer Ausstellung mit Vortrag 1995 im Goethe-Institut in Houston (Texas) anlässlich des 50. Jahrestages der Befreiung Thüringens durch die US-Army folgten weitere Ausstellungen in den USA sowie Studienreisen in den USA und Mexiko. 2004 wurde er in die Grand Canyon Association aufgenommen.
Seit 2001 präsentiert sich die Kunsthandlung Valdeig in der Erfurter Altstadt. Anlässlich seines 60. Geburtstages zeigte von März bis August 2011 das Museum Neue Mühle die Ausstellung Jürgen Valdeig – 40 Jahre Malen aus Leidenschaft. Valdeig schuf gemeinsam mit Steffen Raßloff die Gedenktafel in der Erfurter Marktstraße 6 für den Erbauer der Brooklyn Bridge, Johann August Röbling. Auf der Tafel ist ebenfalls ein Grußwort des New Yorker Oberbürgermeister Michael Bloomberg zu sehen.
Zum Gedenken an das Motocrossrennen International Six Days Trial im September 1964 in Erfurt, an dem der US-Schauspieler Steve McQueen teilnahm, rekonstruierte und publizierte Valdeig 2014 ein Aquarell. Im April 2019 überreichte Valdeig seinen neu erschienenen Bildband Malerisches Thüringen an Bundeskanzlerin Angela Merkel während eines Treffens der Seniorenredaktion als Mitglied der Thüringer Allgemeinen.
Valdeig ist offizieller Erfurt-Botschafter und engagiert sich als Vorstandsmitglied im Förderverein des Stadtmuseums Erfurt.
Mit seiner Frau Hannelore ist er seit 1971 verheiratet und hat eine Tochter und zwei Söhne.

## Ausstellungen (Auswahl)
- 1992: Ausstellung im Grand Canyon Visitor Center im Rahmen der Dauerausstellung von John Wesley Powell, USA
- 1993: Ausstellung im Grand Canyon Visitor Center
- 1993: Ausstellung in Tusayan/Arizona
- 1995: Goethe-Institut Houston (Texas)
- 2001:10 Jahre Erfurt – Kunstkalender im Museum Neue Mühle, Erfurt
- 2004: Faszination Sandstein: Erfurt – Grand Canyon. Rathaus Erfurt
- 2011: Jürgen Valdeig – 40 Jahre Malen aus Leidenschaft. Museum Neue Mühle, Erfurt

## Veröffentlichungen (Auswahl)
- als Hrsg.: Erfurt in 12 Jahrhunderten. Kunstkalender, Valdeig Verlag, 1991.
- als Hrsg.: Erfurt. Das grüne Herz Deutschlands. Mit einem Geleitwort von Manfred Ruge. Valdeig Verlag, 1991.
- Blick ins Thüringer Land. Kunstbildband, mit einem Geleitwort von Bernhard Vogel. Thüringer Heimatverlag, 1992.
- mit Steffen Raßloff: Malerisches Thüringen. Eine Liebeserklärung in Aquarellen. Sutton, Erfurt 2017, ISBN 978-3-95400-885-8.
- mit Steffen Raßloff: Malerisches Erfurt. Eine Liebeserklärung in Aquarellen. Sutton, Erfurt 2019, ISBN 978-3-96303-131-1.
- Erfurt. Schlaglichter zur Stadtgeschichte. Mit einem historischen Überblick von Steffen Raßloff. (Publikation zur Ausstellung Jürgen Valdeig – 40 Jahre Malen aus Leidenschaft.) Hrsg. Förderverein Stadtmuseum Erfurt, 2011.